# Mastanabal
Mastanabal o potser Manastabal va ser el més jove dels tres fills legítims deixats per Masinissa I.
Després de la mort del vell rei l'any 148 aC, Publi Corneli Escipió Emilià Africà Menor va repartir el Regne de Numídia entre els tres fills. Mastanabal es va destacar per la seva afició a la literatura i l'amor a la justícia, per la qual cosa Escipió li va assignar els afers judicials del regne, segons expliquen Apià i Joan Zonaràs. No se'n sap res més, només que va morir potser l'any 145 aC, abans que el seu germà Micipsa, i va deixar dos fills, que van arribar a ser reis: Jugurta i Gauda, segons diu Sal·lusti.